# 莫霍克 (亞利桑那州)
莫霍克（英語：Mohawk）是位於美國亞利桑那州尤馬縣的一個非建制地區。該地的面積和人口皆未知。

## 地理
莫霍克的座標為32°43′36″N 113°45′19″W / 32.72667°N 113.75528°W，而該地的平均海拔高度為米（即英尺）。